# Ruth Rendell Mysteries
Ruth Rendell Mysteries  (The Ruth Rendell Mysteries) è una serie televisiva poliziesca britannica, prodotta da TVS e successivamente dal suo successore Meridian Broadcasting, in associazione con Blue Heaven Productions, per la trasmissione sulla rete ITV.

## Episodi
| Stagione            | Episodi | Prima TV originale | Prima TV italiana |
| ------------------- | ------- | ------------------ | ----------------- |
| Prima stagione      | 4       | 1987               | inedita           |
| Seconda stagione    | 7       | 1988               | inedita           |
| Terza stagione      | 7       | 1989               | inedita           |
| Quarta stagione     | 9       | 1990               | inedita           |
| Quinta stagione     | 11      | 1991               | inedita           |
| Sesta stagione      | 12      | 1992               | inedita           |
| Settima stagione    | 3       | 1994               | inedita           |
| Ottava stagione     | 5       | 1995               | inedita           |
| Nona stagione       | 9       | 1996               | inedita           |
| Decima stagione     | 8       | 1997               | inedita           |
| Undicesima stagione | 10      | 1999               | inedita           |
| Dodicesima stagione | 1       | 2000               | inedita           |

## Distribuzione
Dodici stagioni sono state trasmesse  su ITV tra il 2 agosto 1987 el 11 ottobre 2000.